# Municipio de Cintalapa
El municipio de Cintalapa es uno de los 124 municipios que conforman el estado de Chiapas. Se ubica a 77 km de la capital Tuxtla Gutiérrez.

## Toponimia
El nombre Cintalapa proviene del náhuatl y se traduce como "agua en el subsuelo".

## Geografía
El municipio de Cintalapa se encuentra en el extremo oeste del Estado, sus coordenadas geográficas son 16° 39′ N y 93° 44′ W su altitud es de 540 m s. n. m. Forma parte de la región socioeconómica II Valles Zoque.
Limita al este con el municipio de Jiquipilas; al noreste con el municipio de Ocozocoautla de Espinosa; al norte con el municipio de Tecpatán; al noroeste con el municipio de Santa María; al sur con el municipio de Arriaga; al suroeste con los municipios de Santo Domingo Zanatepec,  y San Pedro Tapanatepec, en el estado de Oaxaca, y al oeste con el municipio de San Miguel Chimalapa, también del estado de Oaxaca.

| Noroeste: Santa María Chimalapa                           | Norte: Las Choapas, Mezcalapa y Ocozocoautla de Espinosa | Nordeste: Ocozocoautla de Espinosa |
| Oeste: San Miguel Chimalapa y Santa María Chimalapa       |                                                          | Este: Jiquipilas                   |
| Suroeste: San Pedro Tapanatepec y Santo Domingo Zanatepec | Sur: Arriaga                                             | Sureste: Jiquipilas                |

### Orografía
La Sierra Madre de Chiapas recorre el municipio en dirección sureste desde noroeste del mismo y la Depresión Central de Chiapas lo recorre desde el noroeste.
El 70% de la superficie del municipio es plana y el resto está formado por zonas semiplanas.

### Áreas naturales protegidas
Dentro del territorio del municipio se encuentra parte de las reservas Selva El Ocote y La Sepultura.

### Flora
Con respecto a la flora encontramos maderas finas y de variadas especies que se encuentran en las montañas de pozo colorado, entre las que figuran las siguientes: caoba, cedro, guapinol,  hormiguillo, madre cacao, bálsamo cascarillo, granadillo, guayacam, liquidámbar, guayabillo, zapotillo, guanecastle. Por otro lado en las partes altas y frescas se producen los encinos y todas las especies de pino, que actualmente es aprovechada por 6 centros madereros.
En las lomas y llanuras se produce el Brasil, tepézcohite, pompo flor, cuaulote y espino. Sin faltar en las lomas Coloradas: las espadañas, magueyes, nopales y biznagas; en los márgenes de sus arroyos y ríos: sauces, amates, mangos, guamúchil y huisaches.
También en Cintalapa existe una gran variedad de plantas de Ornato como son: tulipán, geranios, jazmín, lirios, rosas, margaritas y la flor de Nochebuena. también hay nopales pero no son tan comunes

### Fauna
Con respecto a la fauna silvestre encontramos: en los bosques y llanuras del valle: venados, conejos, ardillas, mapaches, tejones, zorrillos, iguanas y coyotes; existen también variadas especies de serpientes. En aves tenemos las siguientes especies: cotorras, pericos, cuervos, colibríes, pájaros carpinteros, codornices, búhos, alondras, tordos, calandrias, cenzontles, palomas y el popular pijuy. En los ríos y arroyos también podemos contemplar variadas especies, por ejemplo: el martín pescador, garzas, pijijes y patos.

## Demografía
De acuerdo a los resultados del Censo de Población y Vivienda de 2020 realizado por el Instituto Nacional de Estadística y Geografía, la población total del municipio es de 88 106 habitantes, lo que representa un crecimiento promedio de 1.2% anual en el período 2010-2020 sobre la base de los 78 114 habitantes registrados en el censo anterior. Al año 2020 la densidad del municipio era de 36,1 hab/km².
| Gráfica de evolución demográfica de Municipio de Cintalapa entre 2000 y 2020 |
|                                                                              |
| Fuente: Instituto Nacional de Estadística Geografía e Informática            |

El 49.6% de los habitantes eran hombres y el 50.4% eran mujeres. El 90% de los habitantes mayores de 15 años (55 936 personas) estaba alfabetizado. La población indígena sumaba 8231 personas.
En el año 2010 estaba clasificado como un municipio de grado medio de vulnerabilidad social, con el 30.31% de su población en estado de pobreza extrema. Según los datos obtenidos en el censo de 2020, la situación de pobreza extrema afectaba al 18.3% de la población (16 173 personas).

### Localidades
En el censo de 2020 el municipio de Cintalapa contaba con 604 localidades.
| Código INEGI      | Localidad             | Población (2020) |
| ----------------- | --------------------- | ---------------- |
| 070170001         | Cintalapa de Figueroa | 49 201           |
| 070170060         | Lázaro Cárdenas       | 3 469            |
| 070170051         | Francisco I. Madero   | 1 867            |
| 070170044         | Emiliano Zapata       | 1 836            |
| 070170081         | Nueva Tenochtitlán    | 1 603            |
| 070170095         | Pomposo Castellanos   | 1 726            |
| 070170156         | Villamorelos          | 1 706            |
| 070170071         | Mérida                | 1 541            |
| 070170157         | Vista Hermosa         | 1 151            |
| 070170147         | Triunfo de Madero     | 1 038            |
| Otras localidades | Otras localidades     | 22 968           |
| Total municipal   | Total municipal       | 88 106           |

## Salud y educación
En 2010 el municipio tenía un total de 15 unidades de atención de la salud, con 61 personas como personal médico. Existían 97 escuelas de nivel preescolar, 126 primarias, 38 secundarias, 12 bachilleratos, 13 escuelas de formación para el trabajo y 19 escuelas primarias indígenas.

## Actividades económicas
Las principales actividades económicas del municipio son el comercio minorista, la elaboración de productos manufacturados y, en menor medida, la prestación de servicios de alojamiento temporal y preparación de alimentos y bebidas.